# Anna Lillesø
Anna Lillesø Nielsen (* 29. März 1994) ist eine dänische Handballspielerin, die dem Kader der dänischen Beachhandballnationalmannschaft angehört.

## Karriere
Lillesø stammt aus Fünen, wo sie in der Jugendabteilung vom HC Odense spielte. Anschließend schloss sie sich der Damenmannschaft von Aalborg HK an. Hier wurde Lillesø anfangs im Rückraum eingesetzt. Nachdem Aalborg HK in die 1. division – die zweithöchste dänische Spielklasse – aufstieg, wurde sie zur Außenspielerin umgeschult. Im Dezember 2016 verließ sie nach zweieinhalb Jahren Aalborg und wechselte zum Zweitligisten Vendsyssel Håndbold. Im Sommer 2019 unterschrieb Lillesø einen Vertrag beim dänischen Erstligisten EH Aalborg. In der Saison 2019/20 erzielte sie 45 Treffer in 22 Partien. Anschließend wechselte Lillesø zum Ligakonkurrenten Silkeborg-Voel KFUM, für den sie bis zum Saisonende 2021/22 auflief. Anschließend schloss sie sich dem Drittligisten Fredericia HK an. Seit der Saison 2023/24 tritt sie mit Fredericia HK in der zweithöchsten dänischen Spielklasse an.
Lillesø absolvierte bislang 22 Länderspiele für die dänischen Beachhandballnationalmannschaft, in denen sie 8 Punkte erzielte. Während der Beachhandball Euro 2019 gab sie am 3. Juli 2019 ihr Debüt für die Nationalmannschaft. Im Turnierverlauf wurde sie insgesamt zwei Mal eingesetzt und gewann die Goldmedaille. Bei den World Beach Games 2019 in Doha gewann sie ebenfalls die Goldmedaille. Bei der Beachhandball-Weltmeisterschaft 2022 belegte sie mit der dänischen Auswahl den fünften Platz. Lillesø erzielte im Turnierverlauf vier Punkte.